# Ґумово-Добкі
Ґумово-Добкі (пол. Gumowo-Dobki) — село в Польщі, у гміні Шульбоже-Велькі Островського повіту Мазовецького воєводства.
У 1975-1998 роках село належало до Ломжинського воєводства.